# George Washington McCrary

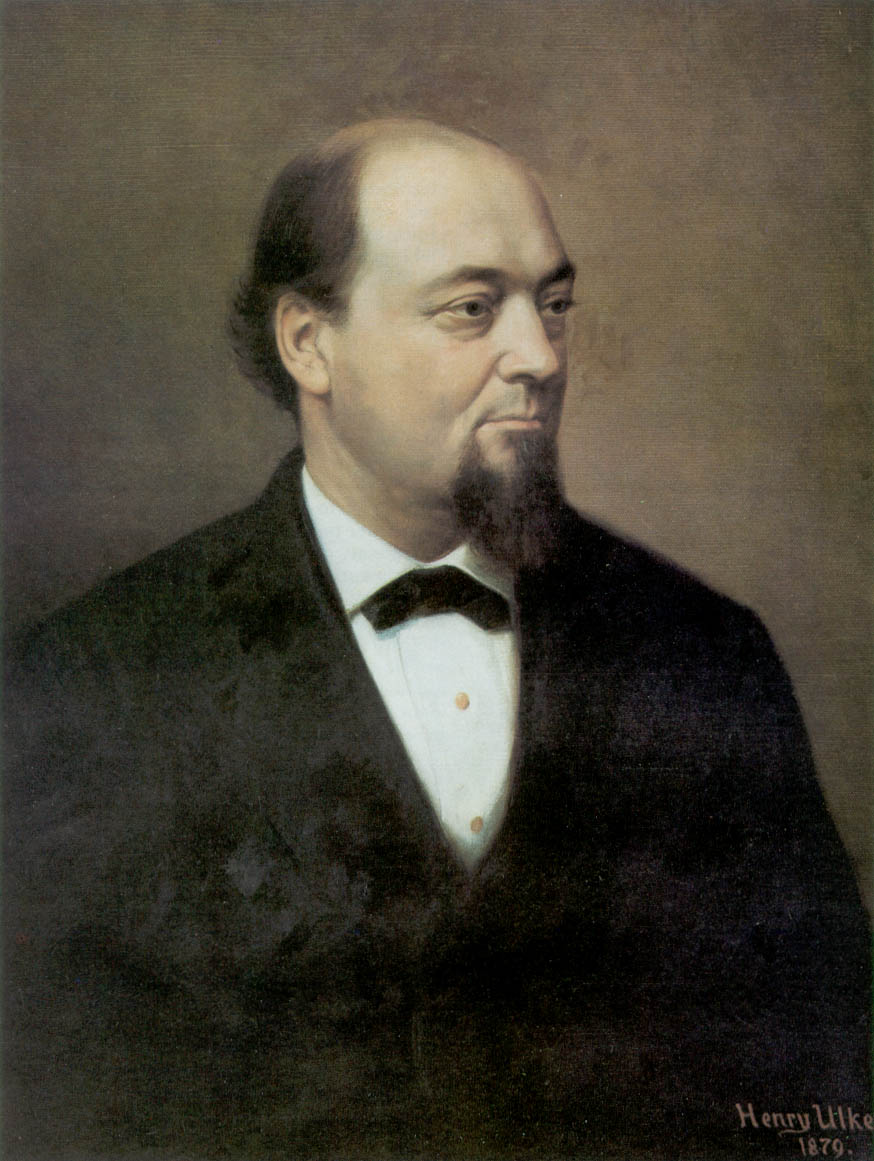
George Washington McCrary, 1879

George Washington McCrary (* 29. August 1835 nahe Evansville, Indiana; † 23. Juni 1890 in St. Joseph, Missouri) war ein US-amerikanischer Politiker.
Ein Jahr nach McCrarys Geburt zog seine Familie aus Indiana in das Iowa-Territorium, wo sie im Van Buren County lebte. McCrary studierte Rechtswissenschaft, wurde 1856 in die Anwaltschaft aufgenommen und war anschließend als Anwalt in Keokuk, Lee County tätig.
1857 bis 1860 gehörte er dem Repräsentantenhaus von Iowa an und war von 1861 bis 1865 Mitglied des Senats von Iowa. 1868 wurde er für die Republikanische Partei in das Repräsentantenhaus des 41. Kongresses gewählt. Nach den erfolgreichen Wiederwahlen in die drei folgenden Kongresse trat McCrary 1876 nicht mehr zur Wahl an. McCrary gehörte dem Repräsentantenhaus somit vom 4. März 1869 bis zum 3. März 1877 an. Vom 12. März 1877 bis zum 11. Dezember 1879 war er Kriegsminister unter Präsident Rutherford B. Hayes. Nach seinem Rücktritt war McCrary 1880 bis 1884 Richter am United States Court of Appeals.
McCrary starb am 23. Juni 1890 in St. Joseph, Missouri. Er wurde auf dem Oakland Cemetery in Keokuk beigesetzt.